# Флорес, Франсиско (футболист, 2002)
Алексис Франсиско Флорес (исп. Alexis Francisco Flores; родился 11 января 2002) — аргентинский футболист, центральный защитник клуба «Сан-Лоренсо де Альмагро», выступающий на правах аренды за «Атлетико Тукуман». 

## Клубная карьера
Воспитанник футбольной академии клуба «Сан-Лоренсо де Альмагро». В ноябре 2019 года подписал свой первый профессиональный контракт, рассчитанный до 2022 года. 1 марта 2020 года впервые появился в заявке первой команды на матч аргентинской Суперлиги против «Альдосиви».

## Карьера в сборной
В 2017 году в составе сборной Аргентины до 15 лет сыграл на чемпионате Южной Америки. Аргентинцы выиграли турнир, обыграв в финале бразильцев.
В 2019 году в составе сборной Аргентины до 17 лет Флорес провёл семь матчей на юношеском чемпионате Южной Америки. Его сборная выиграла этот турнир и квалифицировалась на юношеский чемпионат мира, на котором Флорес провёл четыре матча и забил гол в ворота сборной Камеруна 1 ноября.

## Достижения
Аргентина (до 15)
- Победитель чемпионата Южной Америки (до 15 лет): 2017

Аргентина (до 17)
- Победитель чемпионата Южной Америки (до 17 лет): 2019